# Géorgie au Concours Eurovision de la chanson 2025
La Géorgie est l'un des trente-sept pays participants du concours Eurovision de la chanson 2025, qui se tient du 13 au 17 mai 2025 à Bâle en Suisse. Le pays est représenté par Mariam Shengelia avec sa chanson Freedom.

## Sélection
Le 14 mars 2025, la GPB annonce que Mariam Shengelia représentera la Géorgie au concours Eurovision de la chanson 2025.
Le même jour, la chanson Freedom est dévoilée au public.

## À l'Eurovision
Lors du concours, la Géorgie participe à la deuxième demi-finale du 15 mai 2025. Lors de cette demi-finale, le pays se classe 15e - sur 16 - avec 28 points, et ne parvient donc pas à se qualifier pour la finale, du 17 mai 2025